# پولزوورت
پولزوورت (به انگلیسی: Polesworth) یک روستا و محله مدنی در بریتانیا است که در شمال وارویکشر واقع شده‌است. پولزوورت ۸٬۴۲۳ نفر جمعیت دارد.